# Конрад V фон Щолценберг
Конрад V фон Щолценберг 'Млади' (на немски: Conrad/Konrad V. Raugraf zu Stolzenberg; † сл. 1351) от фамилията на рауграфовете на Щолценберг е господар на Нанщайн. Замъкът Нанщайн се намира над град Ландщул в Рейнланд-Пфалц.
Той е син на рауграф Георг I фон Щолценберг († 1309), фогт на Шпайергау, и съпругата му Маргарета фон Даун († 1307), сестра на Вирих II фон Даун († 1299), дъщеря на Вирих I фон Даун, господар на Нанщайн, маршал на Холандия († 1260/1262) и първата му съпруга Гуда фон Оберщайн. Внук е на рауграф Конрад III фон Щолценберг († сл. 1279) и Бенедикта (Юнота) фон Даун-Кирбург († 1270). Брат е на Георг II фон Щолценберг († 1350), рауграф на Щолценберг-Зимерн, и на Лорета фон Щолценберг († 1350), омъжена пр. 1307 г. за Ото I фон Боланден († 1327).
През 13 век замъкът Нанщайн е собственост на господарите „фон Даун цу Оберщайн“ и след тяхното измиране през 1322 г. отива на графовете фон Цвайбрюкен.
Линията на рауграфовете фон Щолценбург измира през 1358 г. Наследени са от господарите на Боланден.

## Фамилия
Конрад V фон Щолценберг 'Млади' се жени пр. 30 януари 1329 г. за Елизабет фон Лайнинген-Дагсбург († сл. 1351), дъщеря на граф Фридрих V фон Лайнинген-Дагсбург († сл. 1327) и София фон Фрайбург († 1335). Съпругата му Елизабет фон Лайнинген е вдовица на Емих I фон Даун († 1313) и Фридрих II фон Бланкенхайм († 1322). Те имат един син:
- Йохан фон фон Щолценберг († 31 октомври 1341, погребан в Отерберг), рауграф на Нанщул